# Crozerville
Crozerville ist ein Ort in der westafrikanischen Republik Liberia. Crozerville befindet sich am Saint Paul River nördlich der Hauptstadt Monrovia.

## Geschichte
Die zum Montserrado County gehörende Stadt wurde 1865 von ankommenden Siedlern aus den Vereinigten Staaten und der Karibikinsel Barbados gegründet und nach John P. Crozer und Samuel A. Crozer, beides einflussreiche und vermögende Unterstützer der American Colonization Society (ACS) benannt. Der im Hinterland gelegene Ort wurde gewählt, um der hohen Sterblichkeitsrate der Siedler, verursacht durch  Gelbfieber und Malaria, entgegenzuwirken. Die Region Crozerville bildete rasch ein Zentrum der Plantagenwirtschaft, man war spezialisiert auf Ingwer und Pfeilwurz.
In Crozerville wurde der liberianische Journalist Albert Porte, ein Kritiker des Präsidenten William S. Tubman und Herausgeber des Crozerville Observer geboren.